# Котов Віктор Никифорович
Віктор Никифорович Котов (8 квітня 1912, Одеса — 23 лютого 2001, Київ) — український історик, історіограф, доктор історичних наук (з 1971 року), професор (з 1973 року).

## Біографія
Народився 8 квітня 1912 року в місті Одесі. 1930 року закінчив школу і влаштувався на роботу складальником у друкарні обласної газети «Чорноморська комуна». У 1933–1935 роках — студент Одеського університету. Продовжив навчання на історичному факультеті Київського університету, який закінчив у 1938 році і цього ж року став його аспірантом. Перед початком німецько-радянської війни працював асистентом в Інституті історії АН УРСР. Від червня 1941 до 1944 року служив у Червоній армії. У вересні 1945 року захистив кандидатську дисертацію на тему: «Україна в завойовницьких планах Наполеона». Працював старшим науковим співробітником у Комісії Академії наук УРСР з історії Великої Вітчизняної війни в Україні і за сумісництвом — на кафедрі історії СРСР Київського університету: викладач, з 1949 року доцент, у 1968–1984 роках завідувач цієї ж кафедри, професор. У 1978 році був членом редакційної колегії при написанні 3-го тому восьмитомника «Історії Української РСР». Захистив докторську дисертацію на тему: «В. І. Ленін — основоположник радянської історичної науки». Читав лекції з історії Росії 19 століття, з російської і радянської історіографій, низку спецкурсів.
Від 1988 року — на пенсії. Помер у Києві 23 лютого 2001 року.

## Наукова діяльність
Автор підручника «Історія СРСР» та більше 60 наукових, науково-популярних та навчально-методичних праць, присвячених історії Росії та України 19 століття, декабристському рухові, поширенню марксизму в Росії, розвиткові історичної науки. Серед них:
- Отечественная война 1812 года. Берлин, 1956;
- В. И. Ленин об историческом развитии России. К.,1961;
- К. Маркс і Ф. Енгельс про Росію і їх зв'язки з російськими революціонерами. К., 1962 (у співавторстві);
- Историография истории СССР. (1917–1934 гг.). К., 1966;
- В. І. Ленін — основоположник радянської історичної науки. К., 1969;
- К. Маркс, Ф. Енгельс і Росія. К., 1971;
- Перші російські благовістителі свободи. К., 1975;
- Введение в изучение истории. К., 1982.

Досліджував суспільні та історичні погляди О. Герцена, О. Пушкіна, В. Бєлінського. Кілька його праць було опубліковано за кордоном, зокрема в НДР, Польщі, Чехословаччині.

## Нагороди
Нагороджений двома орденами Червоної Зірки, орденом Вітчизняної війни 2-го ступеня, сімома медалями.